# Porțile de Fier (sit SCI)
Porțile de Fier este o arie protejată (sit de importanță comunitară — SCI) din România, desemnată în scopul protejării biodiversității și menținerii într-o stare de conservare favorabilă a florei spontane și faunei sălbatice, precum și a habitatelor naturale de interes comunitar aflate în arealul zonei protejate. Aceasta se întinde pe o suprafață de 125.502,5 ha, integral pe uscat.

## Localizare
Situl Porțile de Fier se întinde pe teritoriile administrative ale județelor Caraș-Severin (Bănia, Berzasca, Cărbunari, Coronini, Gârnic, Moldova Nouă, Șopotu Nou, Pojejena, Sasca Montană, Sichevița, Socol, Topleț) și Mehedinți (Breznița-Ocol, Drobeta-Turnu Severin, Dubova, Eșelnița, Ilovița, Orșova, Svinița). Centrul acestuia este situat la coordonatele 44°41′41″N 21°59′53″E / 44.694747°N 21.998119°E.

## Înființare
Aria naturală Porțile de Fier (ROSCI0206) a fost declarată sit de importanță comunitară în decembrie 2007 pentru a proteja 62 specii faunistice și floristice aflate în arealul zonei. Situl include ariile protejate: Cazanele Dunării, Cracul Găioara, Cracul Crucii, Dealul Duhovnei, Dealul Vărănic, Geoparcul Platoul Mehedinți, Gura Văii - Vârciorova, Locul fosilifer Bahna, Locul fosilifer Svinița, Parcul Natural Porțile de Fier, Râpa cu lăstuni din Valea Divici, Rezervația naturală Baziaș și Valea Oglănicului.

## Biodiversitate
Situată în ecoregiunea continentală a sud-vestului Olteniei, aria protejată  conține 29 de habitate naturale: Ape stătătoare, oligotrofe până la mezotrofe cu vegetația de Littorelletea uniflorae și/sau de Isoeto- Nanojuncete, Ape puternic oligomezotrofe cu vegetația bentonică de Chara spp, 	Lacuri eutrofe naturale cu vegetație tip de Magnopotamion sau Hydrocharition, Cursuri de apă din pajiștile montane cu vegetația de Ranunculion fluitantis și Callitricho-Batrachian, 	Râuri cu maluri nămoloase cu vegetație de Chenopodian rubri și Bidentian p.p., Tufișuri subcontinentale peri-panonice, Pajiști rupicole calcaroase sau bazofile cu Alysso-Sedion albi, Pajiști calcaroase pe nisipuri xerice; pajiști xerofile calcaroase pe nisip, Pajiști panonice de stâncării (Stipo-festucetalia palentis), Pajiști uscate seminaturale și faciesuri de acoperire cu tufișuri pe substrat calcaros), Asociații de lizieră cu ierburi înalte hidrofile de la nivelul câmpiilor până la nivel montan și alpin, Pante stâncoase silicioase cu vegetație chasmofitică, Pante stâncoase calcaroase cu vegetație chasmofitică, 	Stânci silicioase cu vegetație pionieră de Sedo-Scleranthion sau Sedo albi-Veronicion dillenii, Grote neexploatate turistic, Păduri tip Luzulo-Fagetum, 	Păduri tip Asperulo-Fagetum, Păduri medioeuropene tip Cephalanthero-Fagion, Stejăriș cu Galio-Carpinetum, Păduri de pantă, grohotiș sau ravene cu Tilio-Acerion, Păduri estice de stejar alb, Păduri aluviale cu Alnus glutinosa și Fraxinus excelsior (Alno-Padion, Alnion nicanae, Salicion albae), Păduri aluviale de Alnus glutinosa și Fraxinus excelsior din zonele de câmpie și de șes, Păduri ilirice de stejar cu carpen, Păduri panonice-balcanice de stejar turcesc, Păduri dacice de stejar și carpen, Galerii cu Salix alba și Populus alba și Păduri sub-mediteraneene de pin cu pin negru endemic.
La baza desemnării sitului se află 49 specii de animale și 13 specii de plante ocrotite la nivel european sau aflate pe lista roșie a IUCN; astfel:  
- amfibieni: izvoraș-cu-burta-galbenă (Bombina variegata), buhai de baltă cu burtă roșie (Bombina bombina)[5],
- mamifere: vidra de râu (Lutra lutra)[6], lup cenușiu (Canis lupus)[7], râs eurasiatic (Lynx lynx), liliac cârn (Barbastella barbastellus), liliacul cu aripi lungi (Miniopterus schreibersii), liliac cu urechi de șoarece (Myotis blythii)[8], liliacul cu urechi mari (Myotis bechsteinii), liliacul cu picioare lungi (Myotis capaccinii), liliac comun (Myotis myotis)[9], liliacul de iaz (Myotis dasycneme)[10], liliacul cărămiziu (Myotis emarginatus), liliacul cu potcoavă a lui Blasius (Rhinolophus blasii), liliacul mediteranean (Rhinolophus euryale), liliacul mic cu potcoavă (Rhinolophus hipposideros), liliacul mare cu potcoavă (Rhinolophus ferrumequinum), liliacul cu potcoavă a lui Méhely (Rhinolophus mehelyi),
- pești: avat (Aspius aspius), mreană balcanică (Barbus balcanicus), zglăvoacă (Cottus gobio), ghiborț de râu (Gymnocephalus baloni), răspăr (Gymnocephalus schraetzer), țipar (Misgurnus fossilis), sabiță (Pelecus cultratus), boarță (Rhodeus sericeus amarus), porcușor de șes (Romanogobio vladykovi), câră (Sabanejewia balcanica), țigănuș (Umbra krameri), fusar (Zingel streber), pietrar (Zingel zingel),
- nevertebrate: racul de ponoare (Austropotamobius torrentium), scoică-mică-de-râu (Unio crassus)[11], rădașcă (Lucanus cervus), croitor cenușiu (Morimus asper funereus), gândacul sihastru (Osmoderma eremita Complex), cărăbuș (Carabus variolosus), croitorul alpin (Rosalia alpina), croitorul marmorat (Pilemia tigrina), croitorul mare al stejarului (Cerambyx cerdo), Coenagrion ornatum (libelulă), calul-dracului (Cordulegaster heros), fluturele de noapte (Eriogaster catax), fluturele flitirar (Euphydryas maturna), fluturele vărgat (Euplagia quadripunctaria), fluturele purpuriu (Lycaena dispar), fluturașul albastru cu puncte negre (Maculinea teleius),
- reptile: țestoasa de baltă (Emys orbicularis)[12], țestoasa de uscat bănățeană (Testudo hermanni)[13]
- plante: turiță mare (Agrimonia pilosa), ruginiță (Asplenium adulterinum), Colchicum arenarium (brândușă), pipiriguț (Eleocharis carniolica), Gladiolus palustris (gladiolă),	Himantoglossum jankae (orhidee), trifoiaș-de-baltă (Marsilea quadrifolia), bujor bănățean (Paeonia officinalis subsp. banatica), capul șarpelui (Pontechium maculatum subsp. maculatum), sisinei (Pulsatilla grandis), colilie (Stipa danubialis), punguliță (Thlaspi jankae), laleaua galbenă de Cazane (Tulipa hungarica). [3]

Pe lângă speciile aflate la baza desemnării sitului, pe teritoriul acestuia a mai fost identificate 181 specii din flora spontană și fauna sălbatică a României, protejate prin Directiva Consiliului European 92/43/CE (anexa I-a) din 21 mai 1992 (privind conservarea habitatelor naturale și a speciilor de faună și floră sălbatică).